# Guy Ecker
Guy Frederick Ecker (ur. 9 lutego 1959 w São Paulo) – brazylijsko-meksykański aktor telewizyjny i filmowy.

## Życiorys

### Wczesne lata
Urodził się w São Paulo, w stanie São Paulo, w Brazylii jako trzecie dziecko amerykańskiej pary, Marion Ecker i Boba Eckera. Wychowywał się z bratem Jonem oraz trzema siostrami - Eve, Amy i Lią. Jego ojciec pochodził z Wisconsin i pracował jako przedsiębiorca w kilku międzynarodowych firmach w Brazylii, Kolumbii, Wenezueli i Meksyku. 
Jako dziecko Ecker brał udział w różnych przedstawieniach i pokazach talentów. Przeniósł się do Stanów Zjednoczonych, aby studiować na University of Texas w Austin. Uzyskał licencjat z międzynarodowego biznesu. Był nauczycielem tańca - salsy, tanga, merengue i cha-chy. Zna biegle angielski, portugalski i hiszpański. 

### Kariera
Kilka lat po ukończeniu studiów zdał sobie sprawę, że jego prawdziwą pasją jest aktorstwo. Jednym z jego pierwszych zadań aktorskich było żonglowanie jajkami w reklamie McDonald’s. Debiutował na ekranie jako Coleman Archer w filmie sensacyjnym Krwawe pieniądze (Dinero sangre, 1985). Rozpoznawalność w Meksyku i całej Ameryce Łacińskiej przyniosła mu rola Sebastiána Vallejo Cortéza w kolumbijskiej telenoweli, Kawa o zapachu kobiety (Café, con aroma de mujer, 1994) z udziałem Danny Garcíi. Postać Helmuta Heidenberga w kolumbijskiej produkcji Guajira (1996) z Sonyą Smith również okazała się sukcesem. 
W 1998 przeniósł się do Meksyku i został zaangażowany do roli Demétrio Assunção w telenoweli Kłamstwo i miłość (La mentira) z Kate del Castillo. Inną ważną rolę Julio Montesino grał w telenoweli meksykańskiej Televisa Salomé (2001) z Edith González. Był także obsadzony jako Alejandro Luque Buenaventura w telenoweli Canal de las Estrellas Heridas de amor (2006) z Dianą Bracho.
W amerykańskim serialu telewizyjnym Las Vegas (2003–2005) wystąpił jako detektyw Luis Perez, który zginął w wojnie w Iraku.

### Życie prywatne
W latach 1984–1986 był żonaty z aktorką Nią Peeples. W 2000 ożenił się z meksykańsko-amerykańską aktorką Estelą Sainz, mają troje dzieci: dwóch synów - Liama (ur. 2001) i Kaelana (ur. 2006) oraz córkę Sofię (ur. 2003). Ma syna Jona Eckera (ur. 16 marca 1983), z poprzedniego związku. Ecker uświadomił sobie, że miał syna, zaledwie siedemnaście lat po jego urodzeniu.

## Filmografia

### Telenowele
- 1994: Café Con Aroma de Mujer jako Sebastián Vallejo
- 1996: Guajira jako Helmut Heidenberg
- 1998: Kłamstwo i miłość (La mentira) jako Demétrio Assunção
- 2001: Salomé jako Julio Montesino
- 2006: Rany miłości (Heridas de amor) jako Alejandro Luque Buenaventura
- 2010–2011: Eva Luna jako Daniel Villanueva
- 2011: Porywcze serce (Corazón apasionado) jako Armando Marcano
- 2012–2013: Rosario jako Alejandro Montalbán
- 2014: Por siempre mi amor jako Arturo de la Riva
- 2018: El Señor de los Cielos jako Joe Navarro

### Seriale TV
- 2003-2005: Las Vegas jako detektyw Luis Perez